# Alpenkrähe
Die Alpenkrähe (Pyrrhocorax pyrrhocorax) ist eine Vogelart aus der Familie der Rabenvögel (Corvidae). Die schwarz gefiederten Vögel mit schmalem, gebogenem rotem Schnabel waren während der letzten Kaltzeit in weiten Teilen Eurasiens beheimatet. Heute sind sie meist nur noch in den Gebirgen, Hochländern und Küstenregionen der Paläarktis und Äthiopiens anzutreffen. Insbesondere durch den Wandel der Landwirtschaft ab dem 19. Jahrhundert ging die Art in Europa noch weiter zurück. Ihr Habitat besteht aus Weideland und offenen Flächen mit niedriger, spärlicher Grasvegetation. Dabei ist die Alpenkrähe vor allem auf ein ausreichendes Angebot an Felsnischen zur Brut angewiesen. Sie ernährt sich vorwiegend von Samen und Beeren sowie von Insekten und anderen Wirbellosen. Die Art bildet monogame, lebenslange Brutpaare und baut ihr Nest für gewöhnlich auf überdachten Felsvorsprüngen, aber bisweilen auch in Gebäudenischen oder Tierbauten. Die Gelegegröße schwankt zwischen einem und sechs Eiern, meist legt das Weibchen drei bis fünf Eier.
Die Erstbeschreibung der Alpenkrähe durch Carl von Linné stammt aus dem Jahr 1758. Ihre nächste Verwandte ist die Alpendohle (Pyrrhocorax graculus), mit der sie die Gattung der Bergkrähen (Pyrrhocorax) bildet. Insgesamt werden acht rezente und eine ausgestorbene Unterart unterschieden, ihre Abgrenzung ist aber oft problematisch. Zwar gilt die Alpenkrähe global als nicht bedroht, in Europa ist ihr Bestand allerdings weiterhin rückläufig. Die Art ist deshalb in mehreren Ländern Gegenstand von Schutzprogrammen.

## Merkmale

### Körperbau und Farbgebung

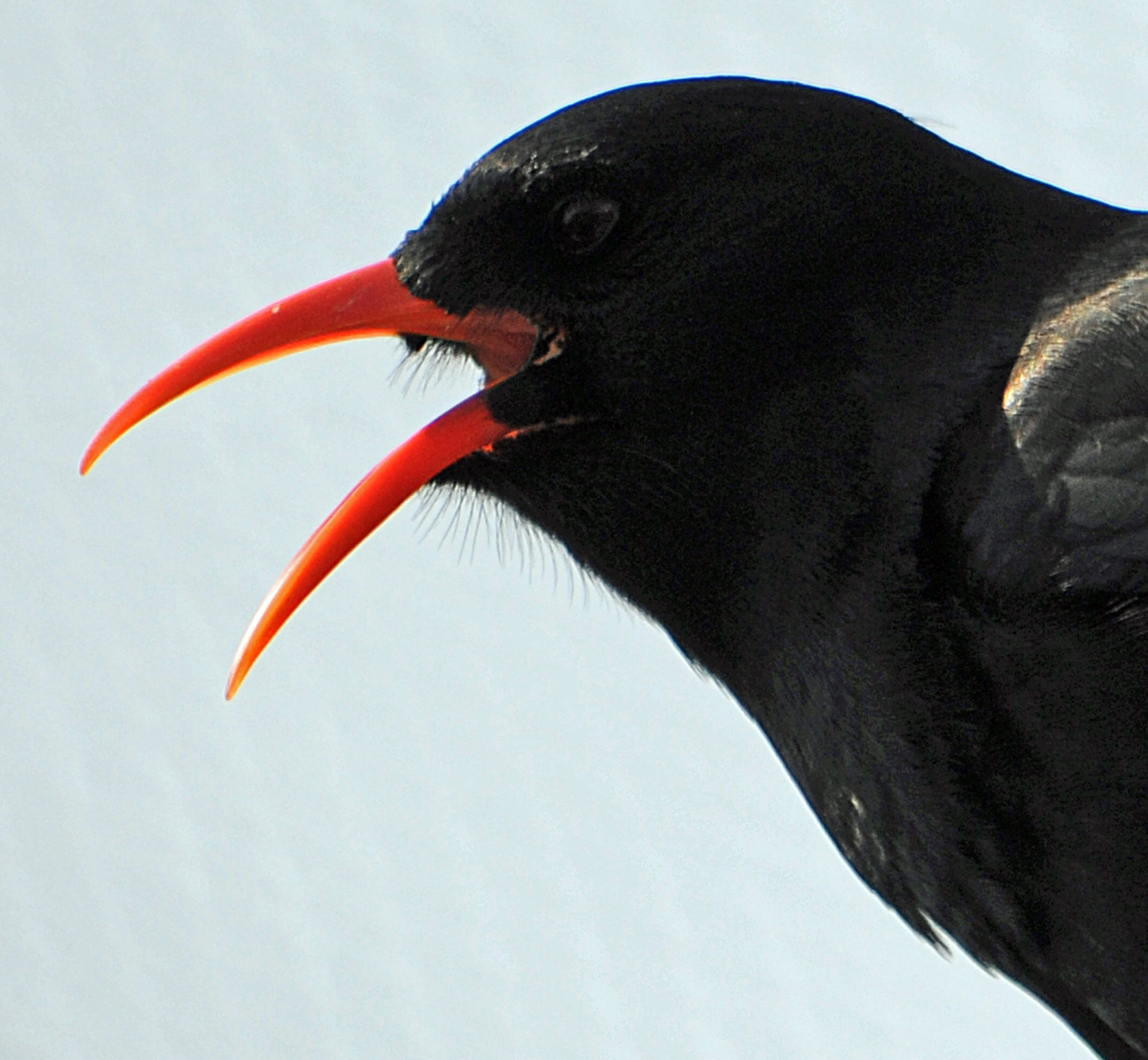
Porträtaufnahme einer Alpenkrähe. Zu erkennen sind die sehr kurzen Nasalborsten und der längliche, gebogene Schnabel.

Mit 38–41 cm Körperlänge gehört die Alpenkrähe zu den mittelgroßen Vertretern der Rabenvögel. Sie ist schlank gebaut und zeichnet sich vor allem durch ihre langen Beine und den schmalen, länglichen und gebogenen Schnabel aus. Wie für Bergkrähen typisch fehlt ihr die Täfelung der Beine, die bei anderen Rabenvögeln üblich ist. Die Nasalborsten sind äußerst kurz und bedecken nur knapp die Nasenlöcher. Weibchen sind im Mittel geringfügig kleiner als Männchen aus der gleichen Population. Am größten sind in der Regel Alpenkrähen im Himalaja, am kleinsten Vögel von den britischen Inseln. Gewicht und Größe nehmen generell mit der geographischen Breite und mit der Höhenlage zu. Weibchen erreichen je nach Region ein Gewicht von 230–390 g und eine Flügellänge von 266–323 mm. Der weibliche Schwanz misst 125–150 mm, ihr Schnabel wird (gemessen von Spitze bis Ansatz) 47–58 mm lang. Der Laufknochen weiblicher Vögel misst zwischen 48 und 56 mm. Männliche Alpenkrähen wiegen ausgewachsen zwischen 230 und 450 g und erreichen Flügellängen von 253–357 mm. Ihr Schwanz wird 120–166 mm lang. Der Schnabel adulter Männchen misst 51–70 mm, ihr Lauf hat eine Länge von 49–63 mm.
In der Färbung bestehen zwischen Weibchen und Männchen keine Unterschiede. Beide Geschlechter besitzen ein tiefschwarzes, glänzendes Alterskleid, einen roten Schnabel und rote Beine. Der metallische Schimmer des eng anliegenden Gefieders ist je nach Population unterschiedlich stark ausgeprägt und kann bläulich oder grünlich sein. Mit der Zeit verlieren die Federn ihren Glanz und ihre Sättigung und bleichen ins Mattbraune aus, bevor sie bei der nächsten Mauser durch neue ersetzt werden. Schnabel und Beine sind bei ausgewachsenen Vögeln karminrot. Ihre Iris ist dunkelbraun, die Krallen schwarz. Jungtiere unterscheiden sich von Altvögeln durch ihr kürzeres und lockereres Gefieder. Ihnen fehlt der metallische Schimmer adulter Individuen und ihr Gefieder erscheint heller und schmutziger. Juvenile Alpenkrähen haben bis zum ersten Herbst einen eher orangen Schnabel, der deutlich kürzer ist als der ausgewachsener Individuen. Leichte Unterschiede zeigen sich auch bei den Krallen der Jungtiere, die eher dunkelbraun sind und eine helle Spitze aufweisen.
Die rötliche Färbung von Schnabel und Beinen inspirierte verschiedene Legenden in der europäischen Folklore. So wurden die Vögel im mittelalterlichen und frühneuzeitlichen Großbritannien als die Wiedergänger Artus’ betrachtet, die vom Blut seiner letzten Schlacht noch immer rot gefärbt seien. Der britische Volksglaube verdächtigte sie wegen ihrer roten Schnäbel und Beine zudem als Brandstifter, was durch die Beobachtungen von brütenden Alpenkrähen bekräftigt wurde, die Zweige oder Stroh – vermeintliches Brennmaterial – in Gebäude trugen. Ihr charakteristisches Erscheinungsbild ließ die Alpenkrähe regional auch zum Wappenraben werden, etwa für Cornwall oder Thomas von Canterbury.

### Flugbild und Fortbewegung

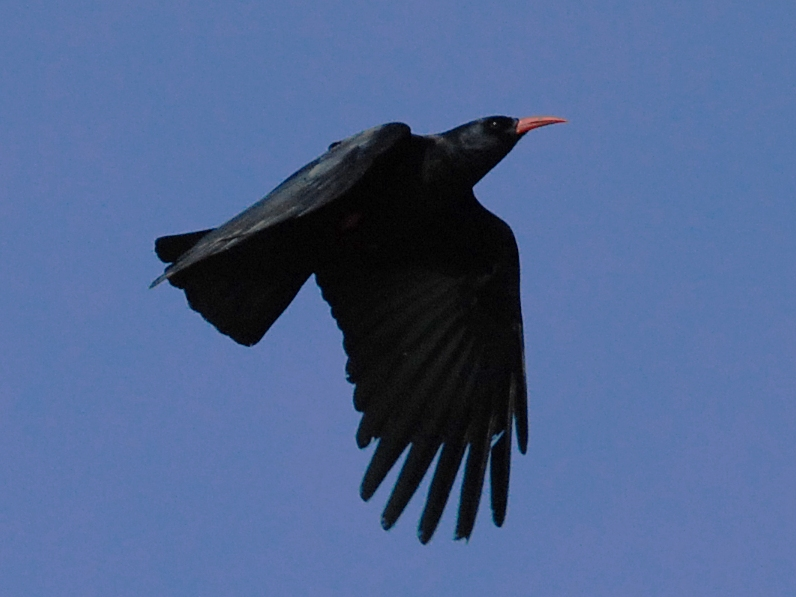
Alpenkrähe im Streckenflug. Tief gefingerte Flügel, der gerade Stoß und die lange, schmale Kopfpartie sind Erkennungsmerkmale der Art.

Alpenkrähen sind wendige und vielseitige Flieger. Von Alpendohlen unterscheiden sie sich im Flug vor allem durch die rechteckigen und tiefer gefingerten Flügel, den geraden Hinterrand des Schwanzes und den längeren Hals und Schnabel. Im Streckenflug fliegen sie zügiger als Raben und Krähen (Corvus spp.), ähneln diesen aber in ihren gleichmäßigen, kräftigen Flügelschlägen. Häufig verfällt die Alpenkrähe in akrobatische Flugmanöver. So vollführt sie beispielsweise Sturzflüge mit bis zu 100 km/h, die sie erst kurz vor dem Boden wieder abbremst. Die Tiere sind in der Lage, fast senkrecht nach oben oder gegen Wind der Stärke 9 anzufliegen. Ihre Flugmanöver vollführt die Alpenkrähe meist dicht an Felsklippen oder knapp über dem Boden, während die nahe verwandte Alpendohle dafür den offenen Luftraum bevorzugt. Auf dem Boden schreitet die Art mit gemessenem Schritt oder hüpft in großen Sprüngen. In Hast verfällt sie in den für Rabenvögel typischen Trippelschritt, wobei sie hüpft, mit beiden Beinen kurz hintereinander aufsetzt und dann wieder hüpft. Anders als viele Arten der Familie nutzt die Alpenkrähe kaum Bäume oder Büsche als Sitzwarten und verbringt den Großteil ihrer Zeit auf dem Boden.

### Lautäußerungen
Pfeifende, zwitschernde oder quäkende Rufe prägen das Lautrepertoire der Alpenkrähe. Sie können gedehnt oder abgehackt, melodiös oder rau ausfallen, unterscheiden sich jedoch in der Regel deutlich von den krächzenden oder schäkernden Lautäußerungen anderer Rabenvögel. Viele Rufe der Art sind auch von der Alpendohle bekannt, erfüllen dort aber offenbar andere Funktionen in der Kommunikation. Das Vokabular der Alpenkrähe gilt als komplex, weil es sehr variabel ist und der gleiche Ruf je nach Kontext, Individuum oder Betonung unterschiedliche Botschaften transportieren kann. Ein häufiger Ruf ist der sogenannte Triller, der wie griää, tschiouu oder auch querschlägerartig tijaff klingen kann. Er ist hoch, gedehnt und endet meist abgehackt. In Unruhe lässt die Alpenkrähe ein kju vernehmen, das an Dohlen gemahnt. Bei Alarm oder im Streit verfällt sie in ein raues ker ker ker. Einen Balz- oder Reviergesang im eigentlichen Sinne besitzen Alpenkrähen nicht. Mitunter lassen sie aber einen leisen Subsong vernehmen, der trällernd und schwätzend Versatzstücke anderer Rufe aneinanderreiht.

## Verbreitung

Heutiges Verbreitungsgebiet der Alpenkrähe. Während des Pleistozäns war die Art weiter verbreitet und drang auch ins Flach- und Hügelland vor.

Pyrrhocorax-Fossilien finden sich bereits im späten Pliozän Europas, die Alpenkrähe lässt sich das erste Mal an der Plio-Pleistozän-Grenze (Villafranchium, etwa 2,6 mya) für das heutige Ungarn und Spanien nachweisen. Wie auch die Alpendohle war sie ein typischer Vertreter der Eiszeitfauna und bewohnte weite Teile der damals vorherrschenden Mammutsteppe von Gibraltar bis ins heutige Hessen und Tschechien. Durch das Vorrücken der Wälder im Holozän verschwand die Alpenkrähe weitgehend aus den gemäßigten Breiten. Vereinzelt wirkte die menschliche Weidewirtschaft dieser Entwicklung entgegen, indem sie offene Flächen schuf und erhielt und den Vögeln eine Nahrungsgrundlage in Form von Trockenrasen bot. Frühe naturgeschichtliche Werke deuten darauf hin, dass die Alpenkrähe im frühen 16. Jahrhundert noch ein weit größeres europäisches Areal als heute bewohnte. So wurde sie etwa von Valerius Cordus als Bewohner der Donaufelsen bei Kelheim und Passau erwähnt. Mit der Intensivierung der Landwirtschaft und dem Rückgang der Schafweidewirtschaft ab dem 19. Jahrhundert verschwand die Alpenkrähe vielerorts von ihren angestammten europäischen Brutplätzen. Die Verfolgung durch den Menschen trug zu dieser Entwicklung bei. So verschwand die Art in weiten Teilen der Alpen, der britischen Inseln und von allen Kanareninseln außer La Palma. Im Gegensatz dazu blieb die Art in Asien weitgehend unbehelligt und wird bis heute nicht verfolgt, auch die Weidewirtschaft ist dort noch weit verbreitet. Dementsprechend ist das asiatische Artareal der Alpenkrähe größer und geschlossener als das europäische.
Das heutige Verbreitungsgebiet der Alpenkrähe zerfällt in drei Teile: ein großflächiges asiatisches Areal, eine Vielzahl zersplitterter und kleinräumiger Brutgebiete in Europa und Nordafrika sowie vier kleine Brutpopulationen im Äthiopischen Hochland. In Asien reicht die Verbreitung vom Gelben Meer über den Nordwesten Chinas, das südöstliche Sibirien und die Mongolei bis auf das mongolische und tibetische Plateau. Von dort aus folgt das Artareal den großen Gebirgsketten Südasiens, dem Himalaya, dem Hindukusch, dem Elburs und dem Zāgros-Gebirge westwärts bis in den Kaukasus und nach Anatolien. Die großen Trockensteppen und Wüsten werden von der Alpenkrähe gemieden. In der Türkei ist sie überwiegend entlang der südlichen Gebirgsketten anzutreffen. Westlich davon schließen sich einige kleinräumige Vorkommen in der Ägäis und auf dem Balkan an. Während die Alpenkrähe noch in weiten Teilen des Apennins und im Norden Siziliens brütet, ist sie aus den Ostalpen seit Jahrzehnten verschwunden. Nur in den Westalpen kommt sie noch vor. Entlang der europäischen Atlantikküsten in Irland, Großbritannien und Frankreich bestehen versprengte, aber weitgehend stabile Populationen. Mehr oder weniger flächendeckend kommt die Alpenkrähe nur in den Pyrenäen und auf der Iberischen Halbinsel vor. Jenseits der Straße von Gibraltar schließen sich Vorkommen im Atlas an, eine heute stark isolierte Population besteht darüber hinaus auf La Palma. Die Vorkommen im nördlichen und südlichen Hochland von Abessinien sind durch die Sahara und die arabischen Wüsten von den anderen Populationen getrennt. Alpenkrähen sind Standvögel und haben nur schwache Wanderungstendenzen. Im Winter verlassen einige Populationen die Gipfelregionen von Gebirgen und ziehen ins Tiefland und in die Täler hinab. Die Nahrungssuche veranlasst die Tiere bisweilen zu längeren Wanderungen, dabei legen sie aber selten mehr als zehn Kilometer zurück.

## Lebensraum

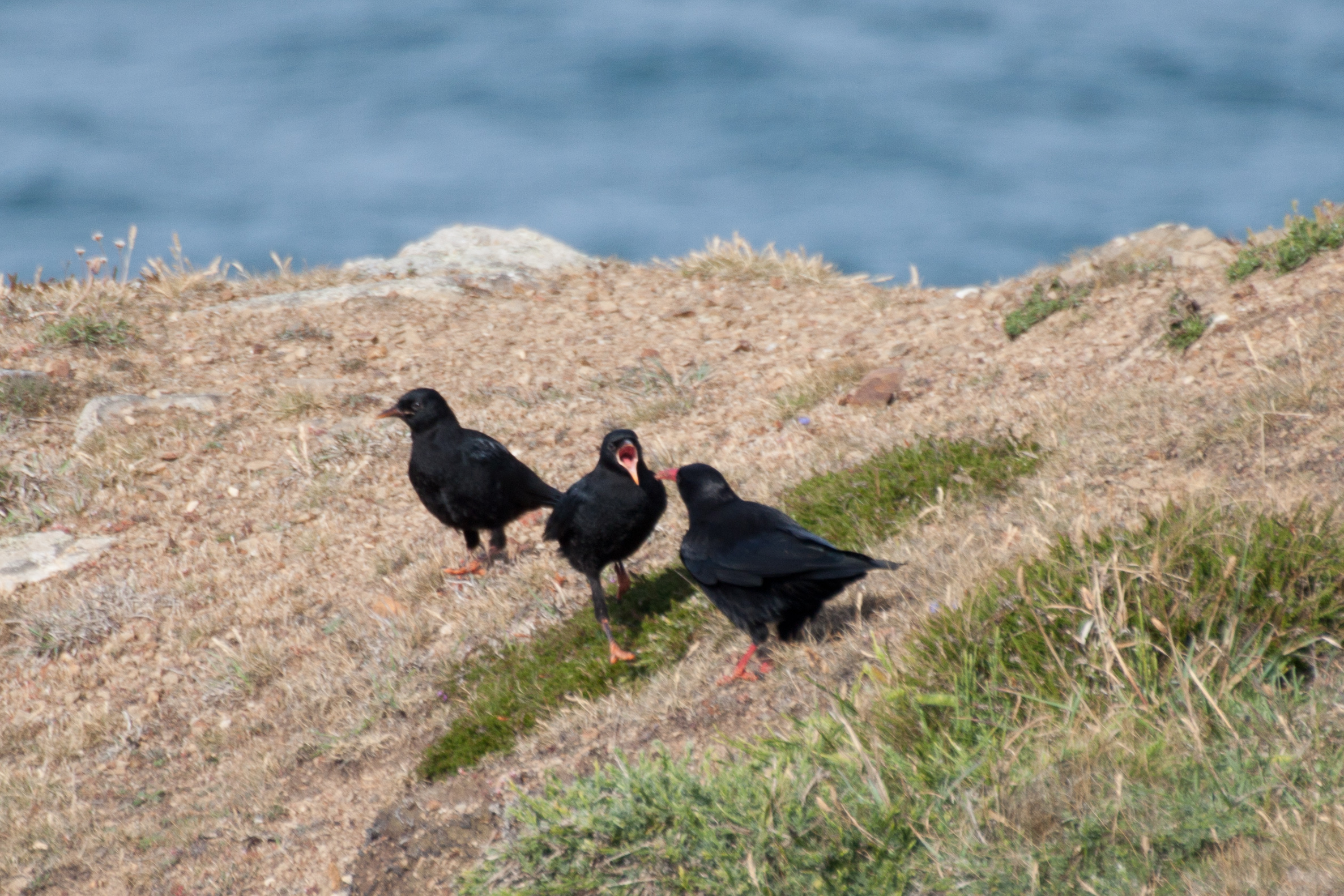
Eine Alpenkrähe füttert ihre Jungen in Pembrokeshire. An der europäischen Atlantikküste ist Trockenrasen entlang von Felsküsten ein wichtiges Nahrungshabitat für die Art.

Die Alpenkrähe bewohnt zwei verschiedene Habitattypen: einerseits weitläufige, offene Viehweiden mit Felsen in der näheren Umgebung und andererseits Steilklippen an den europäischen Westküsten. Als Nahrungshabitat sind Strände und magere, trockene Rasen (2–4 cm Höhe) mit hohem Insektenaufkommen wichtig. Im westlichen Teil des kontinentalen Verbreitungsgebiets sind dies seit dem Holozän vor allem Schafweiden, weiter östlich ist die Alpenkrähe auch auf Pferde- und Yakweiden zu finden. Abseits der Weidewirtschaft können Wind, Hanglage oder Sonneneinstrahlung dazu beitragen, dass geeignete Nahrungshabitate für die Art entstehen. Wichtig ist offenbar auch Trinkwasser im Lebensraum. Wo Brutmöglichkeiten in Felsen fehlen, nimmt die Alpenkrähe auch Nistplätze in Gebäuden an. Dabei kann es sich um Ruinen, moderne Betonbauten oder auch um bewohnte Häuser handeln, solange das Nest und seine nähere Umgebung ungestört bleiben. In Zentralasien sind die Vögel oft sogar in der Nähe von oder in Dörfern anzutreffen, in Westchina und der Mongolei sind sie vielerorts ganzjährige Bewohner von Städten. Dort fungieren meist innerstädtische Grasflächen als Nahrungsgründe.
Die kontinentalen Lebensräume der Alpenkrähe liegen meist zwischen 2000 und 3000 m über Meereshöhe. Vereinzelt – etwa in Andalusien – nutzt die Art zwar auch tiefer gelegene Habitate, in höheren Lagen ist sie aber in aller Regel häufiger. Wo es der landschaftliche Raum zulässt, steigt sie oft noch weiter aufwärts. So ist sie im Himalaya im Sommer bis auf 6000 m anzutreffen, am Mount Everest wurden noch in 7950 m Höhe Individuen gesichtet.

## Lebensweise

### Ernährung

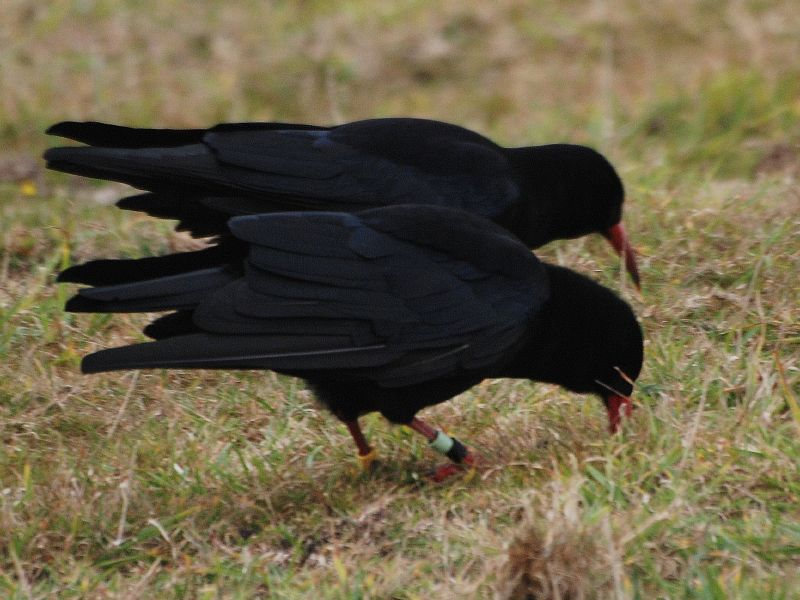
Zwei feldernde Alpenkrähen. Den Großteil ihrer Nahrung nimmt die Art am Erdboden auf, Insekten werden häufig aus der Erde gestochert.

Alpenkrähen sind wie die meisten Rabenvögel Allesfresser, ernähren sich aber vorwiegend von Insekten und anderen Wirbellosen. Der Magen der Art ist ein ausgeprägter Weichfressermagen, der auf die Verdauung weicher, flüssigkeitsreicher Nahrungsstücke ausgelegt ist. Ergänzt wird das Nahrungsspektrum vor allem durch Samen, Beeren und andere Früchte. Je nach Habitat und Jahreszeit können unterschiedliche Wirbellosen-Gruppen zur wichtigsten Nahrungsquelle werden. Häufig bilden Ameisen, Käfer oder Regenwürmer den Hauptbestandteil des Futters. Mit dem Rückgang der Insektenvorkommen im Herbst und Winter rücken zunehmend Getreidesamen und Beeren in den Vordergrund. Das Spektrum reicht dabei von Schlehen, Kreuzdorn-Beeren und Oliven über kultivierte Äpfel und Feigen bis hin zu Hafer oder Gerste. Bevorzugt wird offenbar Getreide, Früchte frisst die Alpenkrähe weniger gern als die Alpendohle. Vereinzelt fressen die Vögel auch Kleinsäuger wie Spitzmäuse, Eidechsen oder die Eier anderer Arten, dies bildet aber eher die Ausnahme. Im Gegensatz zur Alpendohle und zu den meisten anderen Arten der Familie meidet die Alpenkrähe Aas und menschliche Abfälle für gewöhnlich.
Gliederfüßer und Regenwürmer erbeutet die Alpenkrähe vor allem, indem sie mit ihrem langen, dünnen Schnabel in der obersten Bodenschicht stochert. Ameisen picken die Vögel in sehr schneller Folge von der Erdoberfläche auf. Für die Nahrungssuche bevorzugt die Alpenkrähe vor allem feuchte Stellen im Rasen oder aufgewühlte und bloße Erde. Teilweise hebt sie auf der Suche nach Nahrung auch bis zu 20 cm tiefe Löcher aus. Steine und getrocknete Kotfladen wenden die Vögel, um an darunter lebende Wirbellose zu gelangen. Ihr Schnabel ermöglicht es der Alpenkrähe auch, in weichem Kot nach Insektenlarven zu stochern, ohne dabei das Gefieder zu beschmutzen. Nach Möglichkeit wird die Nahrung am Boden aufgenommen; nur wenn es die Situation erfordert, begibt sie sich auch ins Geäst von Büschen oder Bäumen. Oft versucht sie dann auch, Nahrung im Rüttelflug aufzuspüren. Dass überschüssige Nahrung versteckt wurde, konnte bisher nur bei Vögeln beobachtet werden, die in Volieren gehalten wurden. Die Alpenkrähe trinkt oft, vor allem nach Aufnahme klebriger oder zäher Nahrung.

### Sozial- und Territorialverhalten
Alpenkrähen sind gesellige Vögel und leben die meiste Zeit des Jahres in kleinen Schwärmen. Verpaarte Individuen bleiben in der Regel in der Nähe ihres Partners und schließen sich Schwärmen gemeinsam an. Gelegentlich können Schwärme stark anwachsen und dann mehrere Hundert oder Tausend Vögel umfassen. Das kann das ganze Jahr über geschehen, in Europa aber meist im September und Oktober, wenn die ausgeflogenen Jungvögel hinzustoßen. In den Gruppen kann es zu aggressiven Auseinandersetzungen, Imponiergehabe oder akustisch einberufenen Ansammlungen kommen, gewalttätige Angriffe mit Verletzungen sind aber sehr selten. Konflikte werden meist durch Drohgesten des überlegenen Tiers (aufrechte Haltung von Oberkörper und Schnabel) beendet. Schwärme nächtigen für gewöhnlich gemeinsam und gehen auch geschlossen auf Nahrungssuche. Wo sich die Verbreitungsgebiete überlappen, sind Alpenkrähen gelegentlich mit Dohlen und Alpendohlen vergesellschaftet. Zur Konkurrenz und Auseinandersetzung kommt es dabei nicht, weil die Ernährungsweisen der Arten sehr unterschiedlich sind, auch Nistplatzkonkurrenz besteht in der Regel nicht. Seltener schließen sich Alpenkrähen mit größeren Rabenvögeln wie Aaskrähen (Corvus corone) oder Kolkraben (C. corax) zusammen. Fressfeinde werden von den Schwarmvögeln gemeinsam gehasst. Das begrenzte und oft gedrängte Nistplatzangebot veranlasst die Art gelegentlich dazu, in kleinen, lockeren Kolonien zu brüten. Die Brutpaare verteidigen dabei die unmittelbare Nestumgebung von wenigen Hundert Metern gegen Artgenossen, Nahrungsreviere werden dagegen nicht verteidigt.

### Fortpflanzung und Brut
Brutpartner finden sich bei der Alpenkrähe in den Nichtbrüterschwärmen zusammen. Das Weibchen wird dabei vom Männchen mit einem Balztanz umworben, auf den Gefiederkraulen folgt. Anschließend bietet es dem Weibchen ein hochgewürgtes Nahrungsstück an. Auch nach der erfolgreichen Verpartnerung füttert das Männchen das Weibchen regelmäßig, wenn es von ihm dazu aufgefordert wird. Brutpaare, die das zweite Jahr überstanden haben, bleiben meist bis zum Tod eines Partners zusammen. Zur ersten Brut kommt es frühestens im Alter von zwei Jahren, erfolgreiche Brüter sind aber in aller Regel drei Jahre alt oder älter. Das Nest wird im Spätwinter von beiden Partnern gemeinsam gebaut und befindet sich, wenn möglich, abseits von den Nestern anderer Paare. Als Nistplätze werden überdachte Felsnischen und Schächte bevorzugt. Die Alpenkrähe ist aber kein Höhlenbrüter im eigentlichen Sinne, die Nestzugänge sind meist breit und offen, sodass das Nest im Flug erreicht werden kann. Neben Felsen werden lokal auch Lehmhänge, Fenstersimse, Dachstühle oder Schornsteine zur Brut verwendet. Voraussetzung ist, dass der Nistplatz ausreichend geschützt, zugänglich und ungestört ist. Das Nest besteht aus einer unförmigen Schüssel von bleistiftdicken, miteinander verwobenen Zweigen, die mittig mit Wolle, Haaren und Pflanzensamen gepolstert wird. Der Nestbau nimmt zwei bis vier Wochen in Anspruch.

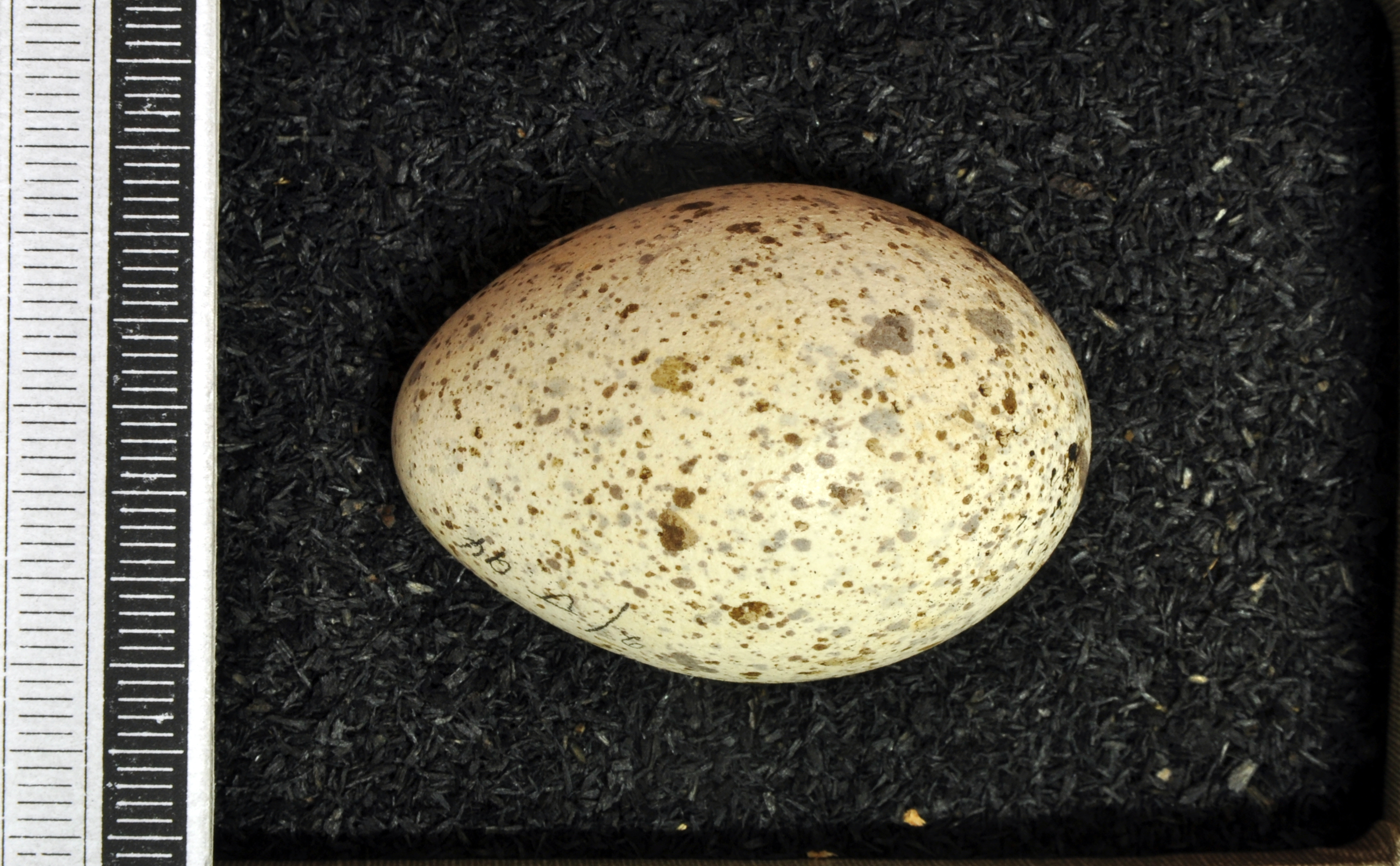
Ei, Sammlung Museum Wiesbaden

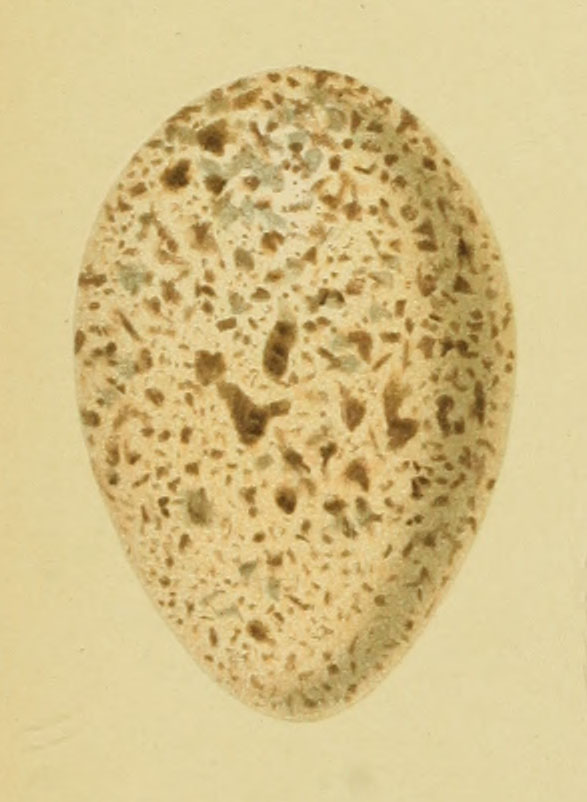
Ei einer Alpenkrähe (Zeichnung von Francis Charles Robert Jourdain)

Die Gelege der Alpenkrähe bestehen aus einem bis sieben, meist drei bis fünf Eiern mit beiger bis hellbrauner Farbe und dunklen Sprenkeln. Das Weibchen legt sie in der Regel acht bis zehn Tage nach Abschluss des Nestbaus. In Eurasien findet das überwiegend zwischen Mitte April und Mai statt. Das Weibchen bebrütet die Eier alleine, während es vom Männchen mit Futter versorgt wird. Gelegentlich werden Artgenossen, wahrscheinlich Jungen aus Vorjahresbruten, als Bruthelfer tätig. Die Jungen schlüpfen nach 17–21 Tagen und werden nach 36–41 Tagen flügge. Nach dem Ausfliegen bleiben sie noch etwa 50 Tage im Familienverband, bevor sich die Familie einer größeren Gruppe von Artgenossen anschließt. Die Ausflugrate liegt auf den britischen Inseln (ohne Komplettverluste des Geleges) zwischen 42 und 76 %; die Totalverluste schlagen örtlich mit 32 % zu Buche. Neben Nesträubern kann auch der Befall der Gelege durch den Häherkuckuck (Clamator glanduarius) eine Ursache für das Scheitern von Bruten sein.

## Krankheiten und Mortalitätsursachen
Zu den Fressfeinden der Alpenkrähe zählen Uhu (Bubo bubo), Wanderfalke (Falco peregrinus) oder auch Zwergadler (Hieraaetus pennatus). Örtlich wird sie vom Menschen auch immer noch als Schädling oder zu Sportzwecken abgeschossen. Im Gefieder der Art fanden sich unter anderem die Milbe Neotrombicula autumnalis sowie die Kieferläuse Bruelia biguttata, Philopterus thryptocephalus, je eine Menacanthus- und Myrsidea-Art sowie Gabucinia delibata. Bei letzterer ist umstritten, ob es sich um einen echten Parasiten oder um einen mutualistischen Symbionten handelt. Alpenkrähen mit G. delibata im Gefieder haben nach Feldstudien in der Regel eine bessere Kondition als Individuen, denen dieser Federling fehlt. Gegenüber Blutparasiten der Gattungen Plasmodium und Babesia zeigte die Art in Feldstudien eine äußerst geringe Anfälligkeit von 1 %. Vereinzelt führt jedoch der Luftröhrenwurm (Syngamus trachea) zu hohen Sterblichkeitsraten in Alpenkrähen-Populationen.
Die Mortalitätsrate unter Vögeln einer schottischen Population lag in Untersuchungen im ersten Lebensjahr bei 29 %, im zweiten Lebensjahr bei 26 %. Der älteste Vogel, der in freier Wildbahn gefangen wurde, war ein 17 Jahre altes Männchen, das immer noch brütete. Ein unmarkiertes Weibchen lebte vermutlich 27 Jahre lang in Cornwall. Zoo- und Volierenvögel erreichten ein Alter von 28 und 31 Jahren, brüteten aber in den letzten Lebensjahren oft nicht mehr.

## Systematik und Taxonomie
Die Erstbeschreibung der Alpenkrähe stammt aus der 10. Auflage der Systema Naturae von Linné aus dem Jahr 1758. Von Linné stellte sie aufgrund ihres länglichen, gebogenen Schnabels als Upopa Pyrrhocorax zu den Wiedehopfen, ordnete sie aber in der 12. Auflage der Gattung Corvus zu, die damals noch alle Rabenvögel umfasste. Marmaduke Tunstall errichtete schließlich 1771 die Gattung Pyrrhocorax für beide Bergkrähen und machte die Alpenkrähe durch Homonymie zu ihrer Typusart. Der Name Pyrrhocorax entstammt dem Altgriechischen und bedeutet mit Verweis auf die Bein- und Schnabelfarbe der Art so viel wie „feuerroter Rabe“.
Mit ihrer Schwesterart, der Alpendohle (P. graculus), kann die Alpenkrähe Hybriden zeugen. Diese Vögel sind äußerlich eine Mischung aus beiden Arten und verfügen über das Vokabular von Vater und Mutter. Zu Hybridisierung kann es sowohl in Gefangenschaft als auch in freier Wildbahn kommen. Für die Alpenkrähe werden von den meisten Autoren heute eine ausgestorbene und acht lebende Unterarten anerkannt, die Unterschiede in Verhalten und Morphologie sind aber oft nur gering. DNA-gestützte phylogenetische Analysen liegen weder für Alpendohle und Alpenkrähe noch für die einzelnen Alpenkrähen-Unterarten vor. Untersuchungen, die Maße und Lautäußerungen verschiedener Populationen verglichen, fanden keine Unterschiede zwischen den europäischen Unterarten, ordneten die Vorkommen aus Tian Shan und Äthiopien aber als basal ein.
| Unterart             | Autor                 | Maße a | Gefieder | Verbreitung                                                      | Anmerkung                                                       |
| -------------------- | --------------------- | --- | --- | ---------------------------------------------------------------- | --------------------------------------------------------------- |
| P. p. baileyi        | Rand & Vaurie, 1955   | Flügel: ♂ 310–332 mm; Schwanz: ♂ 145–155 mm; Schnabel: ♂ 64–70 mm; Tarsus: 59 mm | Sehr schwacher grüner Gefiederglanz.                                                                        | Äthiopien                                                        | Benannt nach Alfred Marshall Bailey, Sammler des Typusexemplars |
| P. p. barbarus       | Vaurie, 1954          | Flügel: ♀ 272–281 mm, ♂ 286–310 mm; Schwanz: ♀ 128–139 mm, ♂ 135–252 mm; Schnabel: ♀ 55–58 mm, ♂ 58–63 mm; Tarsus: ♀ 52–54 mm, ♂ 54–56 mm                                             | Grüner Glanz auf Mantel und Flugfedern.                                                                     | Nordafrika und Kanaren                                           | barbarus lateinisch für „berberisch“                            |
| P. p. brachypus      | (Swinhoe, 1871)       | Flügel: ♂ 304–311 mm; Schwanz: ♂ 164–166 mm; Schnabel: ♂ 49–51 mm; Tarsus: ♂ 51–54 mm; Gewicht: ♀ 238–253 g                                                                           | Samtschwarzes Gefieder, schwacher Glanz. Flügel und Schwanz mit leichtem Violettschimmer.                   | Nordost- und Ostchina                                            | brachypus altgriechisch für „Kurzfuß“                           |
| P. p. centralis      | Stresemann, 1928      | Flügel: ♂ 293–322 mm; Schwanz: ♂ 151–175 mm; Schnabel: ♂ 51–58 mm; Tarsus: ♂ 47–52 mm; Gewicht: ♀ 219–287 g, ♂ 230–290 g                                                              | Bläulicher Schimmer im Gefieder.                                                                            | Kaschmir über Nordwesthimalaya über den Altai bis nach Burjatien |                                                                 |
| P. p. docilis        | (Gmelin, 1774)        | Flügel: ♀ 284–295 mm, ♂ 299–325 mm; Schwanz: ♀ 141–150 mm, ♂ 140–166 mm; Schnabel: ♀ 47–54 mm, ♂ 53–59 mm; Tarsus: ♀ 51–54 mm, ♂ 55–60 mm; Gewicht: ♀ 253–300 g, ♂ 314–375 g          | Schwacher grüner Gefiederglanz.                                                                             | Balkan über Anatolien, Kaukasien und den Iran bis Afghanistan    | docilis lateinisch für „gelehrig“, „zahm“                       |
| P. p. erythroramphos | (Vieillot, 1817)      | Flügel: ♀ 289–294 mm, ♂ 282–315 mm; Schwanz: ♀ 137–141 mm, ♂ 135–158 mm; Schnabel: ♀ 48–56 mm, ♂ 55–63 mm; Tarsus: ♀ 48–56 mm, ♂ 54–60 mm; Gewicht: ♀ 293–320 g, ♂ 340–360 g          | Grüner Glanz auf Schwanzfedern und Schwingen.                                                               | Südeuropa und kontinentales Westeuropa                           | erythror(h)amphos altgriechisch für „rötlicher Hakenschnabel“   |
| P. p. himalayanus    | (Gould, 1862)         | Flügel: ♀ 280–332 mm, ♂ 317–336 mm; Schwanz: ♂ 151–163 mm; Schnabel: ♂ 59–66 mm; Tarsus: ♂ 59–63 mm; Gewicht: ♀ 349–385 g, ♂ 450 g                                                    | Starker Blauglanz im Gefieder.                                                                              | Südlicher und zentraler Himalaya bis nach Zentral- und Südchina  | Benannt nach dem Himalaya                                       |
| P. p. primigenius †  | (Milne-Edwards, 1875) | Tarsus: ♀♂ 49–53 mm | | Europa des Plio- und Pleistozäns                                 | Chronosubspezies; primigenius lateinisch für „Erstgeborener“    |
| P. p. pyrrhocorax    | (Linné, 1758)         | Flügel: ♀ 245–293 mm, ♂ 268–293 mm; Schwanz: Schwanz: ♀ 125–140 mm, ♂ 120–141 mm; Schnabel: ♀ 50–53 mm, ♂ 51–59 mm; Tarsus: ♀ 48–54 mm, ♂ 49–56 mm; Gewicht: ♀ 285–325 g, ♂ 335–380 g | Glanz auf Rücken und Flügeldecken violett, auf Flügeln und Schwanzfedern bläulich-grün bis schwach violett. | Britische Inseln                                                 | Nominatform                                                     |

## Bestand und Status
Auf Basis europäischer Bestandsschätzungen geht BirdLife International von 43.000–110.000 Brutpaaren in der Region aus, was in etwa 129.000–330.000 Individuen entspricht. Für China wird von 10.000–100.000 Brutpaaren ausgegangen. Auf Basis der europäischen Zahlen schätzt BirdLife den Weltbestand auf 263.000–1.320.000 Vögel, mahnt aber solidere Hochrechnungen an. In Europa waren die Bestände der Alpenkrähe zumindest bis in die 1980er Jahre rückläufig, seitdem ergeben sich keine klaren Trends. Ursache war vor allem der Verlust von geeigneten Brut- und Nahrungshabitaten. Im Gegensatz zur Alpendohle konnte sich die Alpenkrähe nicht an den Strukturwandel seit dem 19. Jahrhundert anpassen oder gar vom Gebirgstourismus profitieren. Leichte Bestandszuwächse sind auf den Britischen Inseln und der Iberischen Halbinsel zu verzeichnen. Anders als die meisten europäischen Vorkommen gelten die Populationen im Atlas, in Klein-, Zentral- und Ostasien als groß und weitgehend stabil. In ihrem asiatischen Areal gilt die Alpenkrähe als relativ, örtlich auch als sehr häufig. Die vier äthiopischen Brutvorkommen umfassen nach Hochrechnungen 1.000–1.300 Individuen und kommen entsprechenden Studien zufolge für eine Einstufung als gefährdet oder stark gefährdet in Frage.
Umfangreiche Schutz- und Wiederansiedlungsprogramme wurden in den letzten Jahrzehnten vor allem in Großbritannien unternommen. Dabei wurden Nisthilfen errichtet und die traditionelle Schafbeweidung gefördert, was unter Umständen mit zur Wiederansiedlung der Art im Süden Großbritanniens beitrug. Die Schweiz, die aktuell noch etwa 50 Brutpaare beherbergt, stuft die Alpenkrähe auf ihrer nationalen Roten Liste als stark gefährdet ein. Als wichtigste Faktoren für den Erhalt der europäischen Bestände gelten die Erhaltung von Trockenrasen und vergleichbaren Flächen sowie der Schutz vor touristischer Erschließung und direkter Verfolgung.